# Southern Comfort
Southern Comfort (в переводе с англ. — «Южный комфорт») — ликёр, созданный в Новом Орлеане Мартином Вилкисом Хероном (Martin Wilkes Heron) в 1874 году и запатентованный в 1889 году. А уже в 1900 году завоевал золотую медаль за качество и тонкий вкус на всемирной выставке в Париже. С 1976 года бренд принадлежал компании Brown-Forman, но в январе 2016 года был продан вместе с Tuaca компании Sazerac, в рамках сделки на 543,5 миллиона долларов. Благодаря сложному рецепту, который насчитывает более ста компонентов, обладает чрезвычайно приятным, несколько фруктовым вкусом с множеством оттенков. Тем не менее оригинальный рецепт «Южного комфорта» был довольно прост и эффект достигался скорее за счёт высокого качества ингредиентов. Историк напитков Крис Моррис описывает первоначальный рецепт Херона так: «Он начинал с высококачественного бурбона и добавлял: дюйм ванильного стручка, где-то четвертинку лимона, пол-палочки корицы, четыре гвоздичинки, несколько вишен и кусок-другой апельсина. После этого всё настаивалось несколько дней. И когда уже всё было готово, он всё это подслащивал: предпочитал он мёд». Формально является ликером, однако сами потребители определяют его скорее как ликёрный виски, «фруктовый» бурбон.
Имеет несколько разновидностей: Southern Comfort классический, Southern Comfort 100 Proof — особо крепкий, крепостью примерно 50 % спирта по объёму, Southern Comfort Special Reserve, Southern Comfort Lime, Southern Comfort Fiery Pepper — с добавлением острого соуса Tabasco, Southern Comfort Bold Black Cherry — с добавлением вишни, Southern Comfort Lemonade & Lime — слабоалкогольный коктейль в жестяной банке 500 мл — смесь с лимонадом и лаймом, Southern Comfort & Cola — слабоалкогольный коктейль в жестяной банке 330 мл — смесь с колой.